# Bonnabeau Dome
Bonnabeau Dome är en bergstopp i Antarktis. Den ligger i Västantarktis. Inget land gör anspråk på området. Toppen på Bonnabeau Dome är 1 525 meter över havet.
Terrängen runt Bonnabeau Dome är varierad. Trakten är obefolkad. Det finns inga samhällen i närheten. 